# Ai Kago
Ai Kago, 加護 亜依, Kago Ai (Nara, 7 de fevereiro de 1988) é uma idol, cantora, atriz, modelo e escritora japonesa.
Aos 12 anos Kago participou da quarta edição da audição nacional que escolhe membros para o grupo pop Morning Musume, e venceu. Kago também fez parte do subgrupo MiniMoni e depois de se graduar do Morning Musume formou o W junto com sua parceira Nozomi Tsuji.
Em 2006 fotos mostrando Kago Ai fumando antes da idade legal foram publicadas gerando uma mudança drástica de curso na sua carreira que entrou em Hiatus. Em 2007 novas fotos surgiram e ocasionaram na sua demissão. Depois de uma pausa longa Kago voltou aos palcos.

## Biografia

### Hello! Project
Em 16 de Abril de 2000 Kago Ai, na época com 12 anos, junto de Rika Ishikawa, Hitomi Yoshizawa, and Nozomi Tsuji, foi apresentada como novo membro do grupo de idols Morning Musume, sob  a sua quarta geração, que teve como debut a canção "Happy Summer Wedding" a nona do grupo todo.
Kago e Tsuji obtiveram atenção especial da mídia e deram origem a uma legião própria de fans. Então juntamente com sua parceira de Mornig Musume Mari Yaguchi e Mika Todd membro do grupo Coconuts Musume, formaram o novo subgrupo Minimoni.  Kago também entrou como a segunda geração do subgrupo Tanpopo.
No período entre 2001 e 2004 Kago participou do anual Hello! Project shuffle units.
Em Agosto de 2004, Kago and Tsuji se graduaram do Mornig Musume juntas e o Minimoni entrou em hiatus indefinido. Sob o arranjo da Up-Front Works Agency, Kago e Tsuji formara uma nova dupla pop, W, e lançaram dois álbuns e seis singles juntas.

### Escândalos
Em 9 de fevereiro de 2006 a revista Friday (フライデー) (a mesma que provocou a saída prematura de Mari  Yaguchi do Morning Musume) confirmou que publicaria fotos que mostravam Kago fumando. A idade legal para fumar no Japão é de 20 anos e ela havia completado 18 exatamente dois dias antes do incidente. Dia 10 a Hello! Project emitiu um comunicado de imprensa dizendo que a cantora tinha sido suspensa "indefinidamente".
Após seu afastamento Kago passou a maior parte do ano de 2006 na casa de sua família em Nara em prisão domiciliar. Em Janeiro de 2007 empregados da agência acharam que já era o momento de seu retorno a Tokyo, mas ainda afastada dos palcos. Kago revelou na entrevista de 8 de março de 2007 para a revista "Friday" - a mesma responsável pela sua suspensão - de que fora obrigada a servir chá,  atendender telefonemas e fazer todo tipo de trabalho normalmente designado para as secretárias durante esse período.
Na mesma entrevista a Idol diz ter sofrido diversas alterações em relação à sua visão da vida, e ter tornado-se mais responsável. Kago ainda conta como foi o primeiro encontro com os outros membros do Morning Musume na Yokohama Arena, após um longo período de tempo, o grupo não conseguiu reconhecê-la de primeira por causa de sua brusca mudança na aparência gerada pela perda de peso.
A agência disse estar trabalhando na sua volta na época, mas os detalhes não foram dados claramente.
Em 26 de março de 2007 depois de um novo escandalo publicado envolvendo boatos de Kago estar namorando um homem de 37 anos e, novamente, o cigarro a  agência Up Front Agency anunciou que seu contrato com a artista havia sido cancelado.
Em 2009 foi dito que Kago tivera um relacionamento com Hidejiro Mizumoto, 33 anos. A esposa de Mizumoto processou os dois alegando ter provas do romance e que essa era a causa de seu divórcio.  Em 24 de Maio de 2009 a corte ficou  ao lado de Asato e ordenou Mizumoto a entregar sua casa em Kumamoto e seu carro juntamente com 300,000 yen de pensão por mês para seus três filhos por causa do adultério.

### Vida depois do Hello! Project
Em 5 de maio de 2007 a Tokyo Broadcasting System transmitiu que a mãe de Kago estava tentando fazê-la assinar um novo contrato com uma agência de talentos de sua cidade natal, Nara.
Em 25 de agosto de 2007 durante uma entrevista para a  revista Josei Seven a mãe de Kago revelou que depois de romper os laços com a H!P Kago saiu do Japão e passou a morar em Nova Iorque.
Em 6 de Abril de 2008 foi dito pelo Yahoo! News que Kago estava voltando para a indústra do entretenimento. Depois em uma entrevista pela OhmyNews, Kago admitiu que ela havia começado a fumar para se sentir mais adulta sem pensar no impacto que causaria para seus fans mais novos. Ela coloca que na verdade não havia ido para Nova Iorque mas sim para Los Angeles por três meses com seu namorado em 2007, isso porque se sentia como uma criminosa no Japão. Durante seu período em LA muitas pessoas a encorajaram incluindo Winona Ryder  e ela foi capaz de refletir sobre sua situação e criar forças para começar uma nova vida. Ela também admite ter pensado em suicídio e ter se auto multilado cortando os pulsos algumas vezes. No final da entrevista Kago diz que mesmo que agora tenha 20 anos e possa legalmente fumar, não tem mais interesse.
Em 24 de Abril de 2008 Ai Kago anuncia em seu blog pessoal, "«Biscuit Club». biscuitclub.fc.yahoo.co.jp. Consultado em 15 de janeiro de 2011. Arquivado do original em 3 de janeiro de 2009", que iria aparecer no cinema de  Hong Kong no filme  Kung Fu Chef com Sammo Hung.
Em 4 de julho de 2008, em uma entrevista com Akashiya Sanma, ela disse ter estado em Kyoto gravando um filme sobre a Princesa Sen seguindo de um projeto em Cingapura/Hong Kong.

### Como autora
Em 25 de Agosto de 2008, Kago laçou um livro chamado Kago Ai Live—Miseinen Hakusho (ＬＩＶＥ—未成年白書). Em 13 de Julho de 2008 publicou em seu blog, "«Biscuit Club». biscuitclub.fc.yahoo.co.jp. Consultado em 15 de janeiro de 2011. Arquivado do original em 3 de janeiro de 2009", descrevendo o livro como "Um lugar onde eu converso com os jovens sobre vários assuntos como problemas e sonhos. Pessoas que sonham ser Idols, alunos de intercambio, colegiais e Otakus... a adolescência pode ser difícil e eu tive sérios problemas nessa fase, o importante é conseguir passar por ela."

## Curiosidades
Ai Kago inspirou o penteado da personagem Mitsuki Koyama, protagonista do mangá e anime Full Moon o Sagashite, de acordo com a autora Arina Tanemura.

## Discografia
Singles
| Data de lançamento | Título          | Oricon Singles Charts | Oricon Singles Charts | Oricon Singles Charts | Oricon Singles Charts | Oricon Singles Charts | Álbum |
| Data de lançamento | Título          | Melhor colocação      | Melhor colocação      | Melhor colocação      | Vendas                | Vendas                | Álbum |
| Data de lançamento | Título          | Diárias               | Semanais              | Anuais                | Debut                 | Geral                 | Álbum |
| ------------------ | --------------- | --------------------- | --------------------- | --------------------- | --------------------- | --------------------- | ----- |
| 24 de Junho, 2009  | "no hesitAtIon" | 26                    | 52                    | —                     | 1757                  | —                     | —     |

Álbuns
- AI KAGO meets JAZZ (March 31,2010 P-Vine)

Coleção Álbuns
- Kirakira Majocco Cluv (キラキラ 魔女ッ娘 Cluv) (Vários Artistas, Fev 10,2010 P-Vine)
  - Lum no Love Song (Urusei Yatsura OP) / Ai Kago × Brian Hardgroove (Public Enemy)
  - Himitsu no Akko-chan (Himitsu no Akko-chan OP) / Ai Kago × Paolo Scotti

## Filmografia

### Filme
| Ano  | Título                                  | papel     | Outros   |
| ---- | --------------------------------------- | --------- | -------- |
| 2000 | Pinch Runner                            |           | Aparição |
| 2002 | Mini Moni ja Movie: Okashi na Daibōken! | Ela mesma |          |
| 2009 | Kung Fu Chefs                           | Shum Ying |          |
| 2009 | Benten-dori no Hitobito                 | Saku      |          |
| 2009 | Ju-on: Kuroi Shōjo                      | Yūko      |          |
| 2009 | Hana Oni (華鬼)                         | Momoko    |          |
| 2010 | Nikushokukei Joshi (肉食系女子)         |           |          |
| 2010 | Amante do caçador                       |           |          |

### Televisão
| Ano  | Título                                                            | Papel        | Notas       |
| ---- | ----------------------------------------------------------------- | ------------ | ----------- |
| 2002 | Angel Hearts (2002)                                               |              |             |
| 2002 | Kochira Hon Ikegami Sho (こちら本池上署)                          | Yumi Shiina  |             |
| 2003 | Kochira Hon Ikegami Sho 2 (こちら本池上署)                        | Yumi Shiina  |             |
| 2004 | Kochira Hon Ikegami Sho 3 (こちら本池上署)                        | Yumi Shiina  |             |
| 2004 | Kochira Hon Ikegami Sho 4 (こちら本池上署)                        | Yumi Shiina  |             |
| 2004 | Mini Moni's Brementown Musicians (ミニモニ。でブレーメンの音楽隊) | Hinako Niwa  |             |
| 2005 | Kochira Hon Ikegami Sho 5 (こちら本池上署)                        | Yumi Shiina  |             |
| 2008 | Tonsure (トンスラ)                                                | Mai Kurume   | ep3,6,11-12 |
| 2008 | Nihonshi Suspence Gekijō (日本史サスペンス劇場)                   | Princess Sen |             |
| 2009 | Ikemen Shin Sobaya Tantei (イケ麺新そば屋探偵)                    |              | ep3         |

## Publicações

### Livros
| Título                                              | Data de lançamento | ISBN da Editora                 | Notas |
| --------------------------------------------------- | ------------------ | ------------------------------- | ----- |
| Kago Ai Live—Miseinen Hakusho (ＬＩＶＥ—未成年白書) | 25 de Agosto, 2008 | Media Kreis ISBN 978-4778803384 |       |

### Photobooks
| Título                                                          | Data de Lançamento   | ISBN da editora                 | Notas |
| --------------------------------------------------------------- | -------------------- | ------------------------------- | ----- |
| Kago Ai Shashinshū                                              | 11 de novembro, 2003 | Wani Books ISBN 978-4847027833  |       |
| Gekkan Kago Ai                                                  | 23 de Janeiro, 2009  | Shinchousha ISBN 978-4107901958 |       |
| Gekkan Kago Ai -Super Remix                                     | 19 de Março, 2009    | Shinchosha ISBN 978-4107901972  |       |
| Kago Ai Kinyōbi (金曜日 加護亜依写真集)                         | 22 de Agosto, 2009   | Kodansha ISBN 978-4063528152    |       |
| Kago Ai Shashinshū LOS ANGELES (加護亜依写真集 『LOS ANGELES』) | 25 de Março, 2010    | Air Control ISBN 978-4860847371 |       |

### DVDs
| Título                                         | Data de lançamento    | Editora        | Notas                                                                                          |
| ---------------------------------------------- | --------------------- | -------------- | ---------------------------------------------------------------------------------------------- |
| Kago Channel (DVD) (Vol.1)                     | 28 de Novembro, 2008  | avex trax      |                                                                                                |
| Kago Channel (DVD) (Vol.2)                     | 19 de Dezembro, 2008  | avex trax      |                                                                                                |
| Gekkan Kago Ai - marionnette                   | 20 de Fevereiro, 2009 | E-net Frontier |                                                                                                |
| Micchaku Kago Ai                               | 20 de Fevereiro, 2009 | E-net Frontier | Originally released exclusively to Lawson convenience stores, Nationwide release July 30, 2009 |
| Kago Ai VS. FRIDAY (DVD) (加護亜依 VS. FRIDAY) | 25 de Outubro, 2009   | GP Museum Soft |                                                                                                |
| LOS ANGELES                                    | 25 de Março, 2010     | Air Control    |                                                                                                |

## Ligações Externas
- «Twitter Oficial». www.twitter.com
- «Biscuit Club». biscuitclub.fc.yahoo.co.jp. Consultado em 15 de janeiro de 2011. Arquivado do original em 10 de fevereiro de 2015 blog e fanclube oficial (em japonês)
- Ai Kago. no IMDb.
- «W's profile on Hello! Project's official site (prior to disbandment)». web.archive.org
- Connell, Ryann (18 de abril de 2008). «Ex-Morning Musume star Ai Kago blazing a trail back to top (using a cigarette lighter)». Mainichi Shimbun. Consultado em 21 de abril de 2008. Cópia arquivada em 22 de maio de 2008
- Artigo mais completo na Wikipédia em Inglês